# Jim Patterson (voetballer)
James ("Jim") Patterson (ca. 1928 – 16 december 2012) was een Schots voetballer die zijn volledige carrière speelde voor Queen of the South.  
Patterson speelde van 1949 tot 1963 462 wedstrijden voor de club en maakte 251 doelpunten. 